# 5737 Ітох
5737 Ітох (5737 Itoh) — астероїд головного поясу, відкритий 30 вересня 1989 року.
Тіссеранів параметр щодо Юпітера — 3,412.
Ім'я японського астронома-аматора Казуюкі Ітоха (Kazuyuki Itoh)